# 런던 해군 군축 회담
런던 해군 군축 회담(London Naval Conference)은 1930년 4월 22일에 체결된 군축 조약이며, 참여한 나라는 영국, 일본, 프랑스, 이탈리아, 미국이었다. 회담은 열강 해군의 보조함 보유량 제한을 주된 목적으로 영국 총리 램지 맥도널드의 제창으로, 영국 런던에서 1월 21일부터 4월 22일까지 개최되었다.
1908년부터 1935년까지 세 차례에 걸쳐 개최되었던 런던 해군 군축 회담 중 두 번째 회담에서 《런던 해군 군축 조약》(London Naval Treaty)이 체결되었다. 이 조약의 조항들은 1922년 2월 6일에 체결된 《워싱턴 해군 군축 조약》으로 결정된 사항을 재확인하는 차원이었으며, 조약의 공식 명칭은 《해군 무장의 감축 및 제한에 관한 조약》(Treaty for the Limitation and Reduction of Naval Armament)으로 정해졌다.

## 배경
1922년에 체결된 《워싱턴 해군 군축 조약》(이하 전 조약)에서는 순양함 이하 보조함정은 건조 수에 제한을 받지 않았다. 그 결과, 각국은 모두 조약에서 가능한 고성능함 이른바 ‘조약형 순양함’을 건조하게 된다.
1927년 제네바 해군 군축 회담에서는 보조함 제한에 대해 논의가 이루어졌지만, 미국의 비율주의와 영국의 개함 규제주의가 대립했기 때문에 끝내 결렬되고 말았다.
그 후 1929년 6월 14일, 영미 간의 예비 협상에서 진전이 있었기 때문에, 각국을 초청하여 런던 해군 군축 회담을 개최하게 되었다. 당시 하마구치 내각은 방만한 재정의 정리를 내걸고 또한 러일전쟁 때 발행한 국채의 상환 시기를 앞두고 있었다. 따라서 다른 열강과 협조를 하면서 군축을 통해 군비를 절감하는 것에 대해 적극적이었다.

## 조약
런던 해군 군축 조약(London Naval Treaty)은 잠수함 무장에 대한 제한과 함선 건조 제한을 내용으로 담고 있는 조약이다. 영국은 램지 맥도널드 총리, 미국도 헨리 스팀슨 국무장관을 파견해 협상에 임했다. 일본 측은 와카쓰키 레이지로 전 총리를 수석 전권 대사로 임명하고, 사이토 히로시 외무성 정보국장을 정부 대표로 파견하였다. 이전의 제네바 해군 군축 회담에서는 군인을 위주로 협상을 했기 때문에 고도의 정치적 판단에 의한 타협이 성립되지 못했음을 반성한 인사 조치였다. 그래도 협상은 각국의 의견이 대립하며 난항을 겪었지만, 이전 협약을 기본으로 하면서 최종적으로 다음과 같이 결정했다.

### 전함
잠수함 건조 중단 조치를 5년 연장하고, 기존 함선을 폐함하기로 한다. 대상은 다음과 같다.
- 미국 : ‘유타’, ‘플로리다’, ‘와이오밍’
- 영국 : ‘벤보우’, ‘말보로’, ‘아이언 듀크’, ‘엠퍼러 오브 인디아’, ‘타이거’
- 일본 : 히에이(比叡)

그러나 ‘와이오밍’, ‘아이언 듀크’, ‘히에이’ 세 함정은 무장, 장갑, 기관의 일부를 완화시키는 것을 조건으로 연습전함으로 보유가 인정되었다.

### 항모
종전 조약의 밖에 있었던 1만톤 이하의 항공모함도 이전 조약 규정의 범위로 하였다.

### 순양함
최대 배수량은 이전 협약과 동일하지만, 하한 배수량은 1,850톤보다 높이고, 총배수량도 규정하였다. 그 종류도 다음과 같이 명확하게 구분하게 된다.
카테고리 A (통칭 : 중순양함)

함포는 6.1인치 이상 8인치 이하. 총배수량은 미국 18만톤, 영국 14만 6800톤, 일본 10만 8000톤. 비율은 10.00 : 8.10 : 6.02로 했다.
카테고리 B (통칭 : 경순양함)

함포는 5.1인치보다 큰 6.1인치 이하. 총 배수량은 미국 14만 3500톤, 영국 19만 2200톤, 일본 10만 0450톤. 비율은 10.0 : 13.4 : 7.0.

### 구축함
함포는 5.1인치 이하. 배수량은 600톤 이상 1850톤 이하. 1500톤을 초과하는 함은 총배수량의 16%.
총배수량은 15만톤 (미), 15만톤 (영), 10만 5500톤 (일) 비율 10 : 10 : 7
구축함에만 이러한 복잡한 규정이있는 것은 일본이 보유한 후부키급(特型) 구축함(吹雪型駆逐艦, Fubuki-class destroyer) 같은 대형 구축함을 제한하기 때문이다.

### 잠수함
최대 배수량은 2000톤, 함포는 5.1인치 이하. 세 함만 2800톤으로 6.1인치 이하. 총배수량은 각국 모두 5만 2700톤이다. 특별한 조치에 해당하는 세 잠수함은 미국 잠수함 ‘노틸러스’, ‘나어월’, ‘아르고노트’는 보유를 유지하기 때문이다.

### 기타
일본의 보조함은 전체의 보유율을 미국 대비 6.975이어야 한다. 배수량 1만톤 이하, 속력 20 노트 이하의 특무함. 배수량 2000톤 이하, 속력 20노트 이하, 함포 6.1인치 포 4문 이하의 함. 배수량 600톤 이하 함은 무제한 허용이 되었다.

## 의의
이 조약이 체결되기 전인 1927년에 개최된 제네바 해군 군축 회담에서는 미국과 영국 간의 의견 마찰로 인해 협상이 난항을 겪었는데, 런던 해군 군축 조약은 그러한 난관을 뚫고 이룬 결실이라는 의미가 있었다. 그리고 《워싱턴 해군 군축 조약》에서 결정된 표준 배수량과 잠수함 탑재 함포의 구경이 처음으로 제한된 것도 이 조약에서였다.
일본 내각은 당초 영미 대비 70%를 희망했지만 미국의 요구에 따라 0.025%를 깍아서 영미 대비 69.75%로 하는 타협안을 미국에서 제출했다. 일본은 이 방안을 수락할 예정이었으며, 해군성 내부에서도 찬성할 방침이었다. 군 사령부는 중순양함 보유량이 미국 대비 60%대로 낮춘 것과 잠수함 보유량이 원하는 수치에 도달하지 않았다는 두 가지 이유로 조약 거부를 주창했다.
1930년 10월 2일에 《런던 해군 군축 조약》의 비준에 도달했지만, 해군 내부에서는 이 과정에서 조약을 찬성하는 ‘조약파’와 이에 반대하는 ‘함대파’라는 대립 구조가 생겨났다. 또한 하마구치 내각의 재무장관인 이노우에 주노스케가 긴축 재정을 추진하여 해군의 예산을 크게 깎아버린 것도 함대파의 불만을 샀다.
또한 희망 수량을 달성하지 못했으면서, 프랑스 등과 같이 일본도 조약의 부분 참여에 그치고 않고, 조약에 서명했다는 것에 대해 일부 언론과 야당에서 비판이 고조되었다.
1935년 12월에 제2차 회담이 개최되었고, 일본은 이듬해 1936년 1월 15일에 탈퇴하며 군축 시대는 끝났다.

## 같이 보기
- 워싱턴 해군 군축 조약
- 제2차 런던 해군 군축 협정